# Eduardo Sanovicz
Eduardo Sanovicz (São Paulo, 29 de janeiro de 1960 – Santos, 2 de setembro de 2023), filho de Diva Sanovicz e do arquiteto Abrahão Sanovicz, teve quatro filhos e era casado com Elisabete Correia Saraiva. Morreu em 2 de setembro de 2023, na cidade de Santos.
Graduado em História pela Unisantos, foi doutor e mestre em Ciências da Comunicação pela Universidade de USP. Professor doutor do curso de Lazer e Turismo da Escola de Artes, Ciências e Humanidades da Universidade de São Paulo (USP).
Foi presidente da Associação Brasileira das Empresas Aéreas – ABEAR (2012 a 2023), diretor da Reed Exhibitions Alcantara Machado (2007 a 2011), vice-presidente da ICCA (International Congress & Convention Association) (2001 a 2007), presidente da Embratur (2003 a 2006), sendo responsável pela implantação do Plano Aquarela e pela criação da Marca Brasil, presidente da Anhembi Turismo e Eventos da Cidade de São Paulo (2001 a 2003), diretor de operações do São Paulo Convention & Visitors Bureau (1997 a 2000), e diretor de turismo da Prefeitura Municipal de Santos (1993 a 1996).
Eduardo foi conhecido como importante profissional do setor de eventos, turismo e aviação e recebeu diversos reconhecimentos pela sua atuação.

## Atuação Profissional
A trajetória profissional de Eduardo Sanovicz tem bases no contexto sociopolítico dos anos 1970/80. Aluno do Colégio Santa Cruz e membro de uma família com vínculos ao ambiente universitário, desde o início da vida acadêmica, se envolve com a militância política e o movimento estudantil durante a ditadura militar.
Nesse contexto estudantil, Sanovicz  se envolveu na organização de eventos culturais , congressos e seminários. No mesmo período troca o curso de Arquitetura  por História e conclui a graduação em 1984.
Em 1989, ingressou na equipe da Prefeitura Municipal de Santos para atuar em Recursos Humanos a partir de 1989, na gestão Telma de Souza  e, em 1993, é convidado a ser Diretor de Turismo da cidade na gestão David Capistrano.
Neste tempo, figurou como um dos responsáveis pela implementação de programas de recuperação do turismo e também atuou na Turisme de Barcelona/ES, em 1996, organização  ligada ao Barcelona Convention Bureau.
Dirigiu o São Paulo Convention & Visitors Bureau, entre 1997 e 2000. Em sua gestão no SPCVB com instauração de um programa de captação de eventos, pela primeira vez, levou São Paulo à liderança brasileira em realização de eventos internacionais segundo o ranking ICCA.
Presidiu entre 2001 e 2003, a Anhembi Turismo e Eventos da Cidade de São Paulo, atual SPTuris.
Em 2003, foi convidado a compor a equipe do primeiro governo Lula tornando-se presidente da Embratur, onde permaneceu até 2006.
Em paralelo a estas atividades, entre 2000 e 2007, cursou mestrado e doutorado em Ciências da Comunicação pela Universidade de São Paulo. Sua tese de doutorado é intitulada "A promoção comercial do turismo brasileiro no exterior: o caso da reconstituição da Embratur". Em 2008, tornou-se professor de administração e marketing no curso de Lazer e Turismo da Escola de Artes, Ciências e Humanidades da USP.
Em 2007, retornou a São Paulo e ao setor privado. Foi diretor da Reed Exhibitions Alcantara Machado até 2011 e, simultaneamente, foi eleito vice-presidente da ICCA — International Congress & Convention Association.
Em 2012, Eduardo Sanovicz assumiu a representação institucional da aviação comercial brasileira como presidente da Associação Brasileira das Empresas Aéreas (ABEAR).
Nos mais de 10 anos à frente da ABEAR, Sanovicz enfrentou inúmeros desafios, como o aumento expressivo de passageiros: após a instituição da liberdade tarifária, em 2002,  o número de pessoas transportadas por ano saltou de 30 milhões para mais de 100 milhões e o preço das passagens caiu pela metade. Com a proximidade de megaeventos como a Copa do Mundo de 2014 e as Olimpíadas de 2016, a infraestrutura aeroportuária e o ambiente regulatório em expansão não tão acelerada causava preocupação entre a população. A crise econômica iniciada em meados de 2014 até  a maior crise da história da aviação comercial brasileira e global, em 2020, foram outros empecilhos enfrentados por Sanovicz. 
Quando alcançou a marca de 30 anos de atividades, em 2023, Sanovicz refletiu: “Nessa altura da vida me permito falar de forma muito sincera: eu só acredito no Turismo como forma de reduzir a miséria e a pobreza nesse país. A gente precisa entender para o que serve o nosso trabalho, e com isso a qualidade de entrega pode ser muito melhor. Para crescermos [como país], precisamos que todo cidadão brasileiro tenha café, almoço, jantar, casa, saúde e educação, senão podemos parar por aqui mesmo. Na minha cabeça é para isso que a gente funciona”.
Edu, como era carinhosamente conhecido, adotou Santos como cidade do coração, onde viveu seus últimos dias. Partiu em 2 de setembro de 2023, aos 63 anos, cercado pela esposa, suas três filhas e um filho, além de demais familiares e amigos próximos.

## Reconhecimento
Eduardo Sanovicz recebeu uma série de prêmios e honrarias, incluindo:
- 2001 | ABAV: Reconhecimento pelo profissionalismo
- 2002 | TROFÉU REVISTA EVENTOS: Grand Prix Prêmio Caio 2002
- 2003 | ANHEMBI TURISMO E EVENTOS: Reconhecimento e agradecimento da equipe da Anhembi Turismo e Eventos
- 2005 | ACCOR E HERTZ: Homenagem por sua contribuição a indústria de turismo brasileiro
- 2005 | FBC&VB: Reconhecimento ao trabalho desenvolvido junto à Cadeia Produtiva de Turismo
- 2010 | ABAV - FOLHA TURISMO - MERCADO&EVENTOS - FOLHA DO TURISMO BRASIL - ABI: Personalidade do Ano 2010
- 2012 | PANROTAS: Os 25 mais influentes do Turismo
- 2013 | PANROTAS: Os 25 mais influentes do Turismo
- 2014 | ABRALOG: Prêmio Mérito Nacional pela intensa atuação em favor da logística e multimodalidade do Brasil
- 2018 | 4º UNE CONGRESSO: Reconhecimento e agradecimento a participação do evento
- 2020 | PANROTAS: Os 100 + poderosos do Turismo
- 2021 | PANROTAS: Os 100 + poderosos do Turismo
- 2022 | CÂMARA DOS DEPUTADOS: Medalha Mérito Legislativo
- 2023 | SKÅL INTERNACIONAL: Mérito Skål Internacional

## Coleção Eduardo Sanovicz de Turismo
Eduardo Sanovicz organizou e assinou uma coleção de livros de Turismo pela editora Campus Elsevier e publicada entnre 2011 e 2013, incluindo os seguintes volumes:
- Turismo Contemporâneo. Chris Cooper, C. Michael Hall  e Luiz Gonzaga Godoi Trigo.
- Turismo de Aventura. Gestão e Atuação Profissional. Ralf Buckley e Ricardo Ricci Uvinha.
- Eventos. Planejamento, Organização e Mercados. Tony Rogers e Vanessa Martin.
- Administração de Pequenos Negócios de Hospitalidade. Conrad Lashley e Ana Paula Spolon.
- Turismo em Cidades. Bruce Hayllar, Tony Griffin, Deborah Edwards e Mariana Aldrigui.
- Turismo e Meio Ambiente. Edson Cabral, Fernando Kanni e Thalita Lima.
- Turismo e Empreendedorismo. Stephen Page e Jovo Ateljevic.
- Gestão de Alimentos e Bebidas. Bernard Davis, Andrew Lockwood e José Roberto Yasoshima.
- Agências de turismo no Brasil. Marcela Ferraz Candioto.
- Transportes e Destinos Turísticos - Planejamento e Gestão. Guilherme Lohmann, Carla Fraga e Rafael Castro.